# 932
932 (CMXXXII) var ett skottår som började en söndag i den julianska kalendern.

## Händelser

### Okänt datum
- Wildeck slott byggs av den tyske kungen Henrik I av Sachsen i Zschopau

## Födda
- Xiao av Liao, kinesisk kejsarinna.

## Avlidna
- Gånge-Rolf, fredlös vikingahövding som plundrat Paris, fått Normandie som grevskap och gift sig med den franske kungens dotter.